# 바바 시게루
바바 시게루(일본어: 馬場滋, 1948년 1월 19일 아이치현 나고야시 ~ )는 일본의 바둑 기사로 일본기원 중부 총본부 소속이다. 문하에는 히코사카 나오토, 이다 아쓰시가 있다.

## 생애 및 입단
- 1948년 1월 19일 일본 아이치현 나고야시 출생
- 1967년 입단 및 초단
- 1968년 2단 승단
- 1970년 3단 승단
- 1971년 4단 승단
- 1972년 5단 승단
- 1975년 제1기 일본 천원전 본선진출
- 1976년 6단 승단, 제1기 일본 중부 최고위전(中部最高位戰) 준우승
- 1979년 7단 승단
- 1985년 8단 승단, 제5기 일본 기성전 7단전 준우승
- 1991년 9단 승단
- 2007년 500승 달성
- 2012년 7월 일본기원 중부 총본부 기사회 회장